# サバスデイポイントの戦い
サバスデイポイントの戦い（サバスデイポイントのたたかい、英 Battle of Sabbath Day Point）は、1757年7月23日に、ジョージ湖沿岸のサバスデイポイントで起きた戦闘である（戦闘というよりは、待ち伏せと呼んだ方が正しい）。約450人のフランス軍とインディアン同盟兵とが、海兵隊のエンサン・ド・コルビエール指揮のもと、植民地民兵中心の、ジョン・パーカー率いる350人のイギリス軍に奇襲をかけた。フランス側は、相手の作戦を知っており、彼らがバトーで湖岸に近づくのを待ち伏せていたのである。この確定的な敗北で、イギリスの戦死者は350人中160人にものぼり、あとの兵も捕虜となった。フランス軍は、報告によれば、軽傷が1人だけだった。

## 最初の包囲と戦闘準備
1757年3月、ジョージ湖畔のウィリアム・ヘンリー砦はフランス軍に4日間包囲された。しかしフランス軍は、満足な物資や砲兵の支援もなく、さらに、3月21日は周囲もよく見えないほどの吹雪で攻撃ができず、攻略は不可能となり、包囲戦は中止された。しかし、包囲自体は失敗に終わったものの、ジョージ湖岸に停泊していた300隻もの船や、小型の軍艦、製材所や別棟の多くの建物を破壊して行った。
フランス軍の退却により、ジョージ・モンロの指揮下にあるイギリス軍は勝利を主張した。確かにフランス軍は砦こそ奪えなかったが、多くの船を破壊したことで、モンロは、フランスやインディアンの動向を探るための、偵察隊を出動させることが不可能になった。船を失ったこと、人員不足、そして「愚かで規則を守らない」兵たちは砦の外の巡回と偵察とで手一杯で、満足のいく諜報活動を行うことができず、モンロはかなり不安を感じていた。

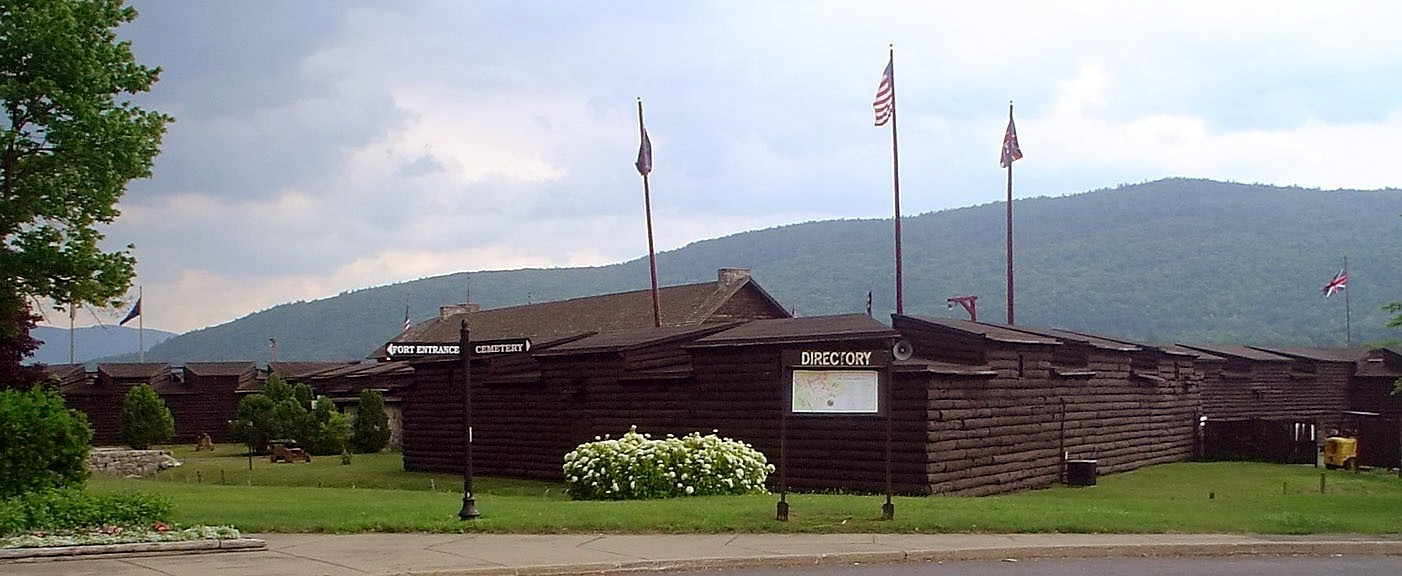
ウィリアム・ヘンリー砦

いっぽうで、フランス軍からの報酬であるブランデー、銃、弾薬、そして衣類にやる気を起こしたインディアンたちは、この年の春から夏にかけて、カリヨン砦（タイコンデロガ砦）から、南にあるウィリアム・ヘンリー砦へ突撃隊として赴き、砦の壁を乗り越えて、刃向かおうとする無謀なイギリス兵たちを拉致し、頭皮をはいだ。モンロは、フランス軍の情報をほしがっていたにもかかわらず、インディアンたちの襲撃に応じることもしなければ、補強部隊が来るまでに、フランスの動向に関する機密情報を得ることも殆どやらなかった。彼はまた、何カ月も前にフランス軍に壊された建物や船の再建にも、急ぐそぶりを見せなかった。6月、ニューヨーク、ニュージャージー、そしてニューハンプシャーの3植民地の民兵が、ダニエル・ウェッブが駐屯するエドワード砦から送られて来て、軍の補強が完成した。フランスの情報がほしくてたまらない上に、軍も補強されたため、モンロは行動を開始することにした。

## 戦闘
モンロは、事実上の戦闘経験がないため、危険を冒して、強行偵察（Reconnaisance-in-force）を行うことにした。まず使える船をすべて集め、約350人の兵をその船に乗せて、ジョージ湖の北の、フランス軍の支配地域へ送り出した。モンロ本人は、その地域について殆ど知識がなく、この偵察に関しては、大佐のジョン・パーカーに指揮を任せた。パーカーは、到着したばかりのジャージー・ブルーズ・ユニットの指揮官だった。パーカーの小艦隊は、ジョージ湖の西、ウィリアム・ヘンリー砦の北約20マイル（32キロ）地点のサバスデイポイントに上陸することに決まり、先発隊の2隻が、7月20日に出発して、主戦力は翌7月21日の未明に出港した。しかし先発の3隻はフランスの斥候に見つかり、21日に、約450人のフランス軍とインディアンの同盟兵が乗った船が、エンサン・ド・コルビエールの指揮の下、カリヨン砦から迎撃に向かった。待ち伏せしていたフランス兵は、インディアンたちが先発隊に「尋問」を浴びせ、民兵たちに、イギリス軍の上陸予定地を答えさせたのち、彼らに襲撃を加えた。フランス軍の作戦は成功した。銃兵たちがサバスデイポイントの岸に沿って配置され、50隻のカヌーに乗っていたインディアンたちは、その反対側へと姿を消した。

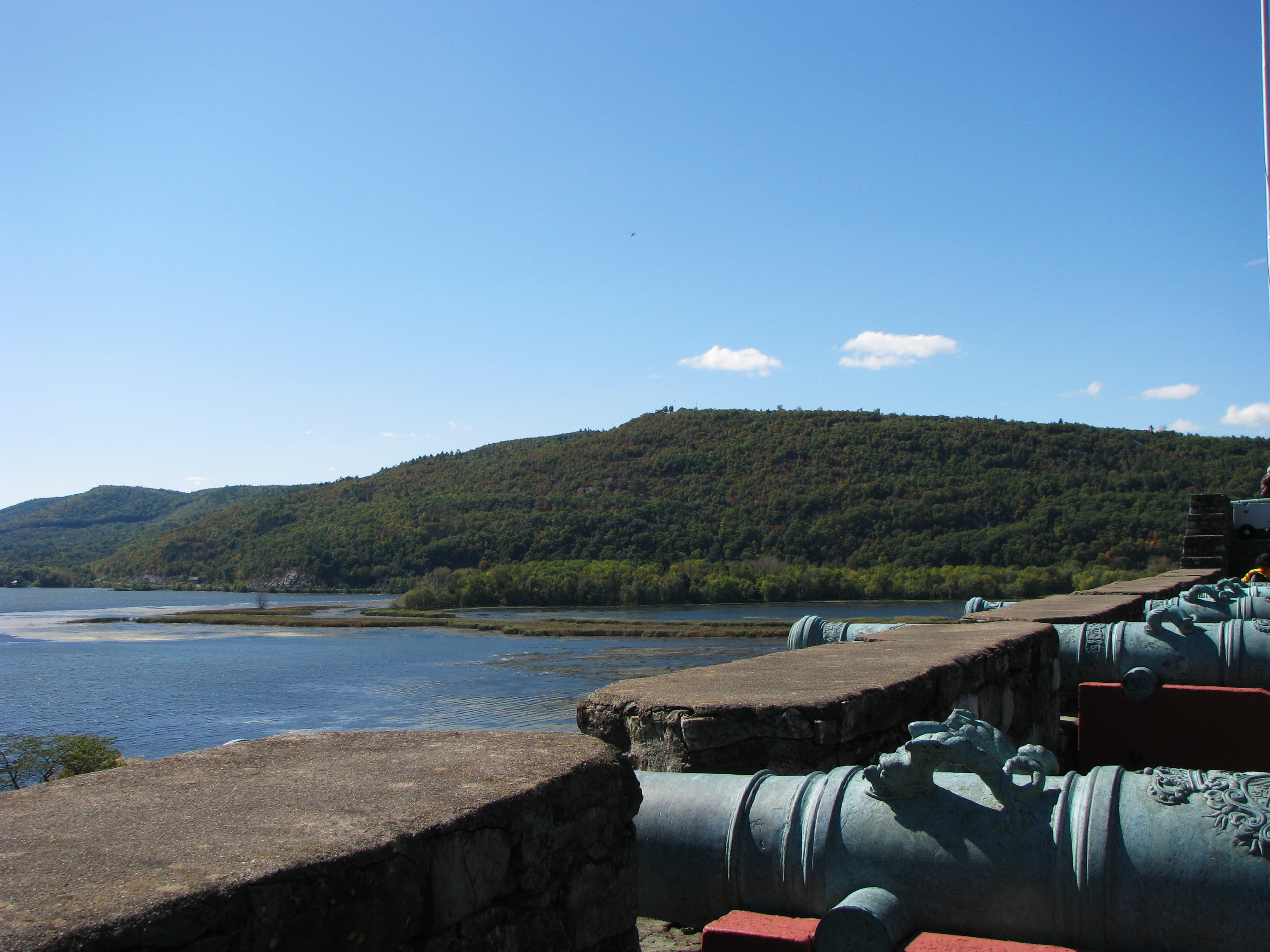
カリヨン砦（タイコンデロガ砦）から望むデフィアンス山とジョージ湖

7月23日の早朝、パーカーの主力部隊は、フランス軍が先発隊を迎え撃ったこと、上陸計画を聞き出したことなどはつゆ知らぬまま、サバスデイポイントへと近づいていた。岸に近づいていたパーカーの兵は、1日早く出発した先発隊の船を見つけ、何ら問題はなかったのだと決めてかかっていた。この3隻は、フランス軍とインディアン兵が、岸に近づきつつあるイギリス兵をおびきよせて、罠にはめ込むためのかっこうの囮だった。イギリス兵が射程に入った時、岸の兵の銃剣の音が鈍く響いた。同時に、インディアンたちが湖に飛び込み、水中に潜って、イギリス軍の船を、2隻だけ残して後はみな転覆させ、あるいは占領した。湖の中では多くの民兵が槍で突かれたり、溺れてたりしていた。勝負の見えたこの戦いはあまりにも一方的で、民兵たちは恐れおののき、圧倒されて、一発も銃を発射できずに降伏した。パーカーを含む100人ほどがかろうじて難をのがれたが、350人の兵のうち、160人が溺死、もしくは戦死した。フランス軍は、生き残ったイギリス兵を、カリヨン砦への帰り道に捕虜とした。

## ウィリアム・ヘンリー砦の戦いへ
パーカーは、幸運にもフランス軍の攻撃は逃れたものの、ウィリアム・ヘンリー砦まで、木や下草が入り組んだ雑木林を、残された兵を連れて通らなければならなかった。フランス軍は、捕虜たちを力ずくで船に乗せ、北を目指した。戻るまでの道すがら、彼らは、民兵から奪ったラム酒を飲んで歌いまくっていた。カリヨン砦では、インディアンたちが、ラム酒のせいでへべれけになり、哀れな捕虜の肉をゆでて口に押し込んでいた。
モンロは、湖の北の、多くのフランス兵の存在を知るのに、かなり高い代償を払った。この勝利に気をよくしたフランスは、2つの部隊をカリヨン砦の南へと派遣した。一つはジョージ湖にこぎ出し、もう一つは密林を伐採して、道を作りながら湖の西岸へ出た。サバスデイポイントでかなりの兵を失ったため、イギリスの反撃には、両軍とも殆ど遭わなかった。このフランス部隊の目的は、ウィリアム・ヘンリー砦だった。そして8月3日の朝、フランス軍は湖を南下して、ウィリアム・ヘンリー砦から見える場所に、すべるように入って来た。ウィリアム・ヘンリー砦の戦いが始まろうとしていた。